# Чёрная (гора, Тобелерское сельское поселение)
Чёрная гора (Хар уул) — гора в Алтайских горах. Высота 3431 метр. Административно вершина расположена в Кош-Агачском районе Республики Алтай РФ.

## Описание
Вершина расположена на восточной оконечности Южно-Чуйского хребте, на его стыке с хребтом Сайлюгем, хорошо заметна из Чуйской степи.
На разных картах гору можно обнаружить под разными названиями. Монгольское Хар уул на русский язык переводится дословно — Чёрная гора, под названием Хар уул вершина также фигурирует на картах.
9 января 2009 года на склонах горы произошло резонансное крушение вертолёта Ми-171.